# Парламентские выборы в Люксембурге (2013)
Внеочередные всеобщие выборы в Люксембурге 2013 года прошли 20 октября. На них были избраны 60 членов Палаты депутатов Люксембурга.
Хотя ХСНП потеряла 3 места парламента, она осталась крупнейшей партией в Палате депутатов.

## Предвыборная обстановка
Внеочередные выборы связаны с тем, что премьер-министр Жан-Клод Юнкер подал в отставку из-за скандала с люксембургскими разведывательными службами SREL. Доклад по результатам парламентского расследования обнаружил недостатки в контроле над разведслужбами со стороны премьер-министра. Юнкер подал в отставку 11 июля 2013 года после того как Люксембургская социалистическая рабочая партия вышла из парламента. После этого он попросил Великого герцога о немедленном роспуске парламента и назначении досрочных выборов.
Шпионский скандал и коррупция стали главными темами предвыборной кампании. Парламентское расследование выявило нелегальное прослушивание политиков, покупку автомобилей для личного пользования и плату в обмен на доступ к представителям местной администрации. Всё это нанесло ущерб правящей ХСНП. Лево-центристская ЛСРП, либеральная ДП и Зелёные рассчитывали вместе получить большинство голосов для возможности сформирования коалиционного правительства, которое бы исключило право-центристскую ХСНП.

## Избирательная система

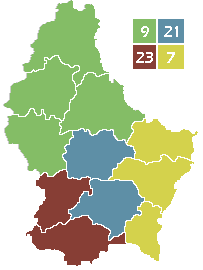
Распределение мест парламента по избирательным округам.

60 членов Палаты депутатов избираются по 4 многомандатным округам: 9 депутатов от Северного округа, 7 — от Восточного, 23 от Южного и 21 — от Центрального. Избиратели могут голосовать либо по партийным спискам, либо проголосовать за столько кандидатов, сколько мест определено для округа. После этого места распределяются согласно расчётам по методике Hagenbach-Bischoff quota.
Выборы являются обязательными для всех граждан страны от 18 до 75 лет. Граждане старше 75 лет или живущие за границей могут проголосовать по почте. Неявка на выборы наказывается штрафом от €100 до €250.
Выборы 2013 года прошли 20 октября с 8:00 до 14:00.

## Опросы общественного мнения
| Дата публикации  | Компания         | ХСНП  | ЛСРП  | ДП    | Зелёные | АДРП | Левые | КПЛ  | Пиратская |
| ---------------- | ---------------- | ----- | ----- | ----- | ------- | ---- | ----- | ---- | --------- |
| 27.08-13.09.2013 | TNS              | 33%   | 15%   | 15%   | 10%     | 1%   | 4%    | 1%   | 1%        |
| Выборы 2009 года | Выборы 2009 года | 38,0% | 21,5% | 15,0% | 11,7%   | 8,1% | 3,3%  | 1,4% |           |

## Результаты
Результаты парламентских выборов в Люксембурге 20 октября 2013
| Партия                                                                                     | Партия                                              | Голоса    | %[a]  | Изменение | Места | Изменение |
| ------------------------------------------------------------------------------------------ | --------------------------------------------------- | --------- | ----- | --------- | ----- | --------- |
|                                                                                            | Христианско-социальная народная партия              | 1 099 323 | 33,66 | -4,36     | 23    | –3        |
|                                                                                            | Люксембургская социалистическая рабочая партия      | 662 343   | 20,28 | -1,28     | 13    | —         |
|                                                                                            | Демократическая партия                              | 596 736   | 18,27 | +3,27     | 13    | +4        |
|                                                                                            | Зелёные                                             | 330 819   | 10,13 | -1,58     | 6     | –1        |
|                                                                                            | Альтернативная демократическая реформистская партия | 217 224   | 6,65  | -1,49     | 3     | –1        |
|                                                                                            | Левые                                               | 160 682   | 4,92  | +1,65     | 2     | +1        |
|                                                                                            | Пиратская партия                                    | 96 004    | 2,94  | +2,94     | 0     | новая     |
|                                                                                            | Коммунистическая партия                             | 53 306    | 1,63  | +0,17     | 0     | —         |
|                                                                                            | Партия за полную демократию                         | 49 131    | 1,50  | +1,50     | 0     | новая     |
| Недействительных/пустых бюллетеней                                                         | Недействительных/пустых бюллетеней                  |           | –     | –         | –     | –         |
| Всего                                                                                      | Всего                                               |           | 100   | –         | 60    | 0         |
| Зарегистрированных избирателей*/Явка                                                       | Зарегистрированных избирателей*/Явка                |           |       | –         | –     | –         |
| Источник: Elections législatives 2013 Архивная копия от 20 октября 2013 на Wayback Machine |                                                     |           |       |           |       |           |

* Доля голосов не соответствует количеству поданных голосов, так как избиратели из различных округов имеют различное количество бюллетеней. Доля голосов рассчитывается на основе пропорции голосов в каждом отдельном округе.

## Формирование правительства
После выборов Демократическая партия, Люксембургская социалистическая рабочая партия и Зелёные начали переговоры о формировании правительства, которое бы исключило правящую ХСНП. Таким образом, впервые с 1979 года ХСНП оказалась в оппозиции. 25 октября 2013 года великий герцог Люксембургский Анри поручил Ксавье Беттелю из Демократической партии формирование правительства.